# Jeroen Joon
Jeroen Joon (Haarlem, 15 november 1965) is een Nederlands politicus voor de VVD. 
Hij studeerde aan de HEAO en behaalde een Master of Science aan Nyenrode.
Hij was raadslid in Over-Betuwe, wethouder/loco-burgemeester in Cuijk en Grave. Sinds 2018 was hij wethouder en eerste loco-burgemeester in Apeldoorn. Hier was hij verantwoordelijk voor economische zaken, brede welvaart en veiligheid. 
Op 5 september 2023 werd Joon waarnemend burgemeester van de gemeente Harderwijk, nadat toenmalig burgemeester Harm-Jan van Schaik was overgestapt naar een functie in de gezondheidszorg. Op 4 juli 2024 werd Joon aanbevolen door de Harderwijkse gemeenteraad als definitief nieuwe burgemeester, nadat 32 personen naar deze functie hadden gesolliciteerd. In september 2024 werd zijn waarnemerschap omgezet in een definitieve benoeming.
Hij is lid van het dagelijks bestuur van de Veiligheidsregio Noord- en Oost-Gelderland.

## Persoonlijk leven
Jeroen Joon is gehuwd en heeft twee zoons.